# ردندرة إسفينية
ردندرة إسفينية (الاسم العلمي:Rhododendron cuneatum) هي نوع من النباتات تتبع جنس الردندرة من الفصيلة الخلنجية.